# Мелещенко Василь Михайлович
Мелещенко Василь Михайлович (нар. 12 лютого 1947, с. Ольгівка, Бериславський район) — український письменник, поет, прозаїк, тележурналіст. Заслужений працівник культури України (2002).

## Біографія
Закінчив Херсонський судномеханічний технікум, Херсонський державний педагогічний інститут (філологічний факультет). Після служби у армії  працював електрозварювальником на Херсонському комбайновому заводі. 
З 1971 року — редактор Херсонського телебачення. 
З 1976 року, як переможця Всеукраїнського конкурсу молодих поетів, його приймають до Національної Спілки письменників України.

## Нагороди
- Лауреат обласної премії імені Іллі Кулика — за оповідання «Наш канал» (1981)[1]
- «Заслужений працівник культури України» (2002)[2]
- Медаль "Будівничий України" Всеукраїнського товариство «Просвіта» імені Тараса Шевченка (2005)
- Лауреат обласноЇ літературної премії імені Миколи Куліша за книгу поезій «Відкриття душі» (2016)